# Anna Sakowicz
Anna Sakowicz (ur. 1972 w Szczecinie) – polska pisarka, dziennikarka i blogerka.

## Życiorys
Dzieciństwo i młodość spędziła w Stargardzie. Jest absolwentką studiów polonistycznych, studiów z filozofii, oraz edukacji filozoficznej na Uniwersytecie Szczecińskim. Ukończyła także edytorstwo współczesne na Uniwersytecie Kardynała Stefana Wyszyńskiego w Warszawie. Podczas studiów uzyskała doświadczenie jako dziennikarka w redakcji szczecińskiego periodyku „Punkt Widzenia”. Zatrudniona była  w Zespole Szkół Budowlano-Technicznych w Stargardzie, w Zespole Szkół nr 1 w Stargardzie oraz w gimnazjum w Reptowie. Pracowała jako doradca metodyczny nauczycieli języka polskiego. Objęła funkcję redaktora naczelnego czasopisma pisma pedagogicznego „Wokół Szkolnych Spraw”. W 2013 roku założyła blog „Kura Pazurem”. Portal zdobył wyróżnienie m.in. w konkursie portalu Onet.pl.
Twórczość literacką rozpoczęła w 2014. W 2012 roku przeprowadziła się do Starogardu Gdańskiego. Debiutowała tomem opowiadań „Żółta tabletka”. W 2014 roku wydała także swoją pierwszą powieść „Złodziejka marzeń”. Pisze powieści obyczajowe oraz utwory dla dzieci. W swoim dorobku ma nagrodzoną przez portal Granice.pl. książkę „To się da!”, Szepty dzieciństwa”, „Niedomówienia”, „Postawić na szczęście”, „Dogonić miłość”. Do literatury dziecięcej autorstwa A. Sakowicz należą książki: „Leniusiołki”, „Wiewiórka Julia i magiczny orzeszek”.
W 2020 r. książka "Listy do A. Mieszka z nami Alzheimer" otrzymała nagrodę główną w konkursie "Świat Przyjazny Dzieciom" organizowanym przez Komitet Ochrony Praw Dziecka, a International Youth Library w Monachium wpisało książkę na listę "Białych Kruków". Książka była nominowana do nagrody IBBY i została przetłumaczona na języki obce.
W 2023 r. autorka otrzymała nagrodę artystyczną od Gdańskiego Towarzystwa Miłośników Sztuki za cykl "Jaśminowa saga".
Jest mężatką po raz drugi. Ma jedną córkę.